# Missions Joseon au Japon

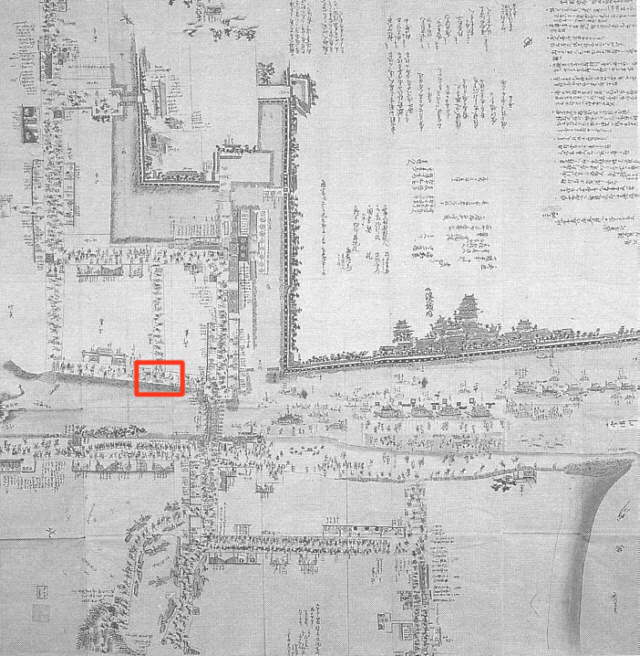
Dessin envoyé par la cour de Joseon en Corée au shogunat Tokugawa au Japon, c. 1748

Les missions Joseon au Japon représentent un aspect crucial des relations internationales de contacts et de communication entre la Corée de la période Joseon et le Japon. En somme, cette série d'initiatives diplomatiques illustre la persistance de la diplomatie de type gyorin (« relations de voisinage ») de Joseon de 1392 à 1910. 
La chronologie de chacune des parties dans une relation bilatérale a ses propres spécificités. Cette politique stratégique au long terme contraste avec la diplomatie de type sadae (« au service du puissant ») qui caractérise la diplomatie des relations Joseon chinoise de la même période.
Le caractère unique de ces échanges diplomatiques bilatéraux évolue à partir d'un cadre conceptuel élaboré par les Chinois. Peu à peu, le modèle théorique se modifie. Le modèle changeant reflète l'évolution d'une relation unique entre deux États voisins. Au XXe siècle, les relations de voisinage de la diplomatie Joseon échoueraient.

## Diplomatie Joseon
Le général Yi Seong-gye (appelé Taejo de Joseon à titre posthume) établit le « royaume du grand Joseon » en 1392–1393 et fonde la dynastie Yi qui conserve le pouvoir sur la péninsule Coréenne pendant cinq cents ans. Une des premières réalisations du nouveau monarque est l'amélioration des relations avec la Chine, et en effet, le royaume Joseon a son origine dans le refus du général Yi d'attaquer la Chine en réponse aux raids de bandits chinois. La politique étrangère de Joseon évolue à partir de fondations préexistantes. Par exemple, Jeong Mong-ju, envoyé de la dynastie Goryeo se rend au Japon en 1377 et les conséquences de ses efforts ne se font observer que plus tard.
Dans une première étape, une mission diplomatique est envoyée au Japon en 1402. L'envoyé Joseon cherche à amener le rétablissement de relations amicales entre les deux pays et il est chargé de commémorer les bonnes relations qui existaient dans les temps anciens. Cette mission est un succès et le shogun Ashikaga Yoshimitsu passe pour avoir été favorablement impressionné par cette ambassade initiale. 
Des missions ultérieures sont envoyées et entretiennent les contacts et les échanges entre les deux pays voisins.
Pas moins de 70 missions diplomatiques sont dépêchées de la capitale Joseon au Japon avant le début de l'époque d'Edo. Une mission diplomatique se compose habituellement de trois envoyés : l'envoyé principal, le vice-émissaire et un bureaucrate officiel. En font également partie un ou plusieurs écrivains officiels ou enregistreurs qui vont rédiger un compte rendu détaillé de la mission. Des artistes font également partie des délégations diplomatiques.
Les missions réciproques sont interprétées comme un moyen de communication entre les rois coréens et les shoguns japonais de rang à peu près égal. Bien que le Japon est gouverné par un empereur et non pas un roi, la plupart des shoguns les représentent comme « magnus » du Japon dans de nombreuses communications avec l'étranger afin d'éviter le conflit avec l'ordre mondial sinocentrique selon lequel l'empereur de Chine est l'autorité suprême et tous les dirigeants des États tributaires sont reconnus comme « rois » .
L'histoire de la diplomatie Yi peut être analysée en quatre parties : (a) avant les invasions japonaises de 1592-1598; (b) dans le contexte des invasions; (c) après les invasions et (d) dans les temps modernes.

## Missions Joseon auprès du shogunat de Muromachi
Les contacts diplomatiques de Joseon et la communication avec le Japon comprennent les ambassades officielles auprès du bakufu de Muromachi. La diplomatie Joseon comprend également les échanges plus fréquents et moins formels avec les daimyo (seigneur féodaux) de île Tsushima.
Par ailleurs, des missions commerciales entre commerçants de la région sont monnaie courante. Par exemple, plus de 60 missions commerciales par an marquent la période à partir de 1450 jusqu'en 1500.
| Année | Souverain | Chef des envoyés de Joseon | Shogun japonais     | But officiel |
| ----- | --------- | -------------------------- | ------------------- | --- |
| 1392  | Taejo     | – ?                        | Ashikaga Yoshimitsu | Rétablissement de relations amicales entre les deux pays, en souvenir des bonnes relations qui existaient dans l'Antiquité.                 |
| 1398  | Taejo     | Pak Tong-chi (en).         | Ashikaga Yoshimochi | Envoyés de réponse, et demande d'aide pour la suppression des flottes de pirates appelés waegu (왜구) en coréen ou wakō (倭寇) en japonais. |
| 1404  | Taejong   | Yǒ ǔi-gye (en).            | Ashikaga Yoshimochi | Envoyés de réponse. |
| 1406  | Taejong   | Yun Myǒng (en).            | Ashikaga Yoshimochi | Envoyés de réponse. |
| 1410  | Taejong   | Yan Yu (diplomate) (en).   | Ashikaga Yoshimochi | Envoyés de réponse; condoléances pour la mort de Yoshimitsu et proposition d'envoi d'une copie d'un texte bouddhique rare.                  |
| 1413  | Taejong   | Bak Bun?                   | Ashikaga Yoshimochi | –? |
| 1420  | Sejong    | Song Hui-gyeong.           | Ashikaga Yoshimochi | Envoyés de réponse. |
| 1423  | Sejong    | Pak Hǔi-chung (en).        | Ashikaga Yoshikazu  | Envoyés de réponse et livraison d'une copie d'un texte bouddhique rare.                                                                     |
| 1424  | Sejong    | Pak An-sin (en).           | Ashikaga Yoshikazu  | Envoyés de réponse. |
| 1428  | Sejong    | Pak Sǒ-saeng (en).         | Ashikaga Yoshinori  | Condoléances relatives à la mort de Yoshimochi; envoi de félicitations pour la succession de Yoshinori.                                     |
| 1432  | Sejong    | Yi Ye.                     | Ashikaga Yoshinori  | Envoyés de réponse. |
| 1439  | Sejong    | Ko Tǔk-chong (en).         | Ashikaga Yoshinori  | relations de voisinage et demande d'aide pour la suppression de l'activité en développement des waegu (wakō).                               |
| 1443  | Sejong    | Byeon Hyo-mun (en)         | Ashikaga Yoshimasa  | Condoléances relatives à la mort de Yoshinori et envoi de félicitations pour la succession de Yoshikatsu.                                   |

### 1392
Au cours de la première année du règne du roi Taejo, une mission diplomatique est envoyée au Japon.

### 1398
Au cours de la sixième année du règne du roi Taejong, une mission diplomatique est envoyée au Japon. Pak Tong-chi et sa suite arrivent à Kyoto au début de l'automne 1398 (8e mois, 5e année de l'ère Ōei). Le shogun Ashikaga Yoshimochi présente une lettre diplomatique officielle à l'émissaire et des cadeaux sont offerts que l'envoyé doit transmettre à la cour de Joseon.

### 1404
Au cours de la quatrième année du règne de Taejong, une mission diplomatique est envoyée au Japon.

### 1406
Au cours de la sixième année du règne de Taejong, une mission diplomatique est envoyée au Japon.

### 1409–1410
Au cours de la dixième année du règne de Taejong, un ambassadeur de la cour de Joseon est reçu à Kyoto. Cet événement de 1409 (ère Ōei 16, 3e mois) est considéré comme important.

### 1413
Au cours de la treizième année du règne de Taejong, une mission diplomatique est envoyée au Japon.

### 1420
Au cours de la deuxième année du règne de Sejong le Grand, une mission diplomatique est envoyée au Japon.

### 1423
Au cours de la cinquième année du règne de Sejong le Grand, une mission diplomatique est envoyée au Japon,.

### 1424
Au cours de la sixième année du règne de Sejong le Grand, une mission diplomatique est envoyée au Japon.

### 1428
Au cours de la dixième année du règne de Sejong le Grand, la cour de Joseon envoie Pak Sǒ-saeng (en) comme chef des envoyés d'une mission à la cour shogunale d'Ashikaga Yoshinori au Japon.

### 1432
Au cours de la quatorzième année du règne de Sejong le Grand, une mission diplomatique est envoyée au Japon.

### 1439
Au cours de la vingt et unième année du règne de Sejong le Grand, une mission diplomatique est envoyée au Japon. Le chef de cette ambassade auprès du shogun Yoshinori est Ko Tǔk-chong (en).

### 1443
Au cours de la vingt-cinquième année du règne de Sejong le Grand, une ambassade est envoyés dans la capitale japonaise. Byeon Hyo-mun (en) est l'envoyé en chef déléguée par la cour de Joseon. L'ambassadeur est reçu à Kyoto par Ashikaga Yoshimasa.

## Missions Joseon auprès de Toyotomi Hideyoshi
Après la chute du shogunat Ashikaga, les missions diplomatiques Joseon au Japon sont envoyées auprès de Toyotomi Hideyoshi, qui émerge comme le chef et homme fort incontesté après la mort d'Oda Nobunaga en 1582. Les contacts moins formels avec les chefs du clan Sō sur l'île Tsushima se poursuivent.
L'activité diplomatique est suspendue en 1592 quand les armées japonaises envahissent le territoire Joseon. Les relations bilatérales rompues ne sont pas restaurées immédiatement après la mort de Hideyoshi en 1598, mais les forces d'invasion se retirent progressivement du terrain occupé sur la péninsule coréenne.
| Année | Souverain | Chef des envoyés de Joseon | Taïkō              | But officiel                                                                       |
| ----- | --------- | -------------------------- | ------------------ | ---------------------------------------------------------------------------------- |
| 1590  | Seonjo    | Hwang Yun-gil              | Toyotomi Hideyoshi | Félicitations relatives à l'unification du Japon opérée par Hideyoshi.             |
| 1596  | Seonjo    | Hwang Sin (en)             | Toyotomi Hideyoshi | Négociations de la fin des hostilités et retrait des forces d'invasion japonaises. |

### 1590
Au cours de la vingt-troisième année du règne de Seonjo, une mission diplomatique emmenée par Hwang Yun-gil est envoyée au Japon par la cour de Joseon. L'ambassadeur de Joseon est reçu par Toyotomi Hideyoshi, le shogun japonais.

### 1596
Au cours de la vingt-neuvième année du règne de Seonjo, une mission diplomatique emmenée par Hwang Sin accompagné des ambassadeurs Ming se rend au Japon.

## Missions Joseon auprès du shogunat Tokugawa
Après que les envahisseurs japonais ont été repoussés, les nouvelles relations diplomatiques Yi-Tokugawa se développent d'une manière quelque peu différente de celles des années précédentes.
| Année | Souverain   | Chef des envoyés de Joseon | Shogun Japonais     | But officiel |
| ----- | ----------- | -------------------------- | ------------------- | --- |
| 1607  | Seonjo      | Yŏ Ugil (en).              | Tokugawa Hidetada   | Réponse à l'invitation du Japon, observation de la situation politique japonaise interne; rapatriement de prisonniers.      |
| 1617  | Gwanghaegun | O Yun'gyŏm (en).           | Tokugawa Hidetada   | Réponse à l'invitation du Japon; félicitations relatives à la victoire du siège d'Osaka; rapatriement de prisonniers.       |
| 1624  | Injo        | Chŏng Ip (en).             | Tokugawa Iemitsu    | Réponse à une invitation japonaise; félicitations relatives à la succession du shogun Iemitsu; rapatriement de prisonniers. |
| 1636  | Injo        | Im Kwang (en).             | Tokugawa Iemitsu    | Célébration de la prospérité.                                                                                               |
| 1643  | Injo        | Yun Sunji (en).            | Tokugawa Iemitsu    | Célébration de l'anniversaire du shogun Iemitsu                                                                             |
| 1655  | Hyojong     | Cho Hyŏng (en)             | Tokugawa Ietsuna    | Félicitations relatives à la succession du shogun Ietsuna.                                                                  |
| 1682  | Sukjong     | Yun Jiwan (en)             | Tokugawa Tsunayoshi | Félicitations relatives à la succession du shogun Tsunayoshi                                                                |
| 1711  | Sukjong     | Jo Tae-eok (en).           | Tokugawa Ienobu     | Félicitations relatives à la succession du shogun Ienobu.                                                                   |
| 1719  | Sukjong     | Hong Ch'ijung (en).        | Tokugawa Yoshimune  | Félicitations relatives à la succession du shogun Yoshimune.                                                                |
| 1748  | Yeongjo     | Hong Kyehǔi (en).          | Tokugawa Ieshige    | Félicitations relatives à la succession du shogun Ieshige.                                                                  |
| 1764  | Yeongjo     | Jo Eom (en).               | Tokugawa Ieharu     | Félicitations relatives à la succession du shogun Ieharu.                                                                   |
| 1811  | Sunjo       | Kim Igyo (en).             | Tokugawa Ienari     | Félicitations relatives à la succession du shogun Ienari.                                                                   |

### 1607
Au cours de la quarantième année du règne de Seonjo, des représentants de la cour Joseon sont envoyés au Japon. Cette mission diplomatique donctionne à l'avantage à la fois des Japonais et des Coréens comme moyen de développer une base politique pour le commerce. L'ambassade se rend à Edo pour une audience avec le shogun Tokugawa Hidetada durant la douzième année de l'ère Keichō, selon le système des ères du Japon en usage à cette époque. Yŏ Ugil (en) est l'envoyé principal de Joseon et 467 autres personnes l'accompagnent.

### 1617
Au cours de la neuvième année du règne de Gwanghaegun, la cour de Joseon envoie une mission à Edo mais l'ambassade ne voyage que jusqu'à Kyoto. La délégation est reçue par le shogun Hidetada au château de Fushimi durant la troisième année de l'ère Genna comme l'appellent les Japonais. Le chef des émissaires est O Yun'gyŏm (en) à la tête d'une délégation qui comprend 428 autres personnes.

### 1624
Au cours de la deuxième année du règne d'Injo, une délégation emmenée par Chŏng Ip (en) est envoyée à Edo. Cette mission diplomatique comprend 460 personnes. Le shogun Tokugawa Iemitsu reçoit l'ambassadeur à Edo. L'ambassade Joseon est considérée comme unb important événement de la première année de l'ère Kan'ei, selon le calendrier japonais.

### 1636
Au cours de la quatorzième année du règne d'Injo, une mission diplomatique est envoyée au Japon. L'ambassadeur du roi de Joseon est Im Kwang (en) et iol est accompagné de 478 autres personnes. Selon le calendrier japonais, la mission arrive au Japon en 1635 (au 12e mois de la treizième année de l'ère Kan'ei). Cette mission à la cour du shogun Iemitsu à Edo comprend aussi un pèlerinage au mausolée du premier shogun à Nikkō. Le grand cortège du shogun, qui comprend l'important contingent de Joseon, voyage de Edo à Nikko durant le 4e mois de la 14e année de l'ère Kan'ei.

### 1643
Au cours de la vingt et unième année du règne d'Injo, une mission à Edo est emmenée par Yun Sunji (en). La taille de la délégation Joseon est de 477 personnes. L délégation arrive à la cour shogunale d'Edo pendant la vingtième année de l'ère Kan'ei telle que dénommée par le calendrier japonais. Cette délégation est reçue par la cour du shogun Iemitsu et effectue également une visite au mausolée du shogun Ieyasu à Nikkō.

### 1655
Au cours de la sixième année du règne de Hyojong, la cour de Joseon envoie une mission auprès de la cour shogunale de Tokugawa Ietsuna. Cette mission arrive au Japon durant la première année de l'ère Meireki selon le système des ères du Japon. Cho Hyŏng (en) et le chef des envoyés de cette ambassade Joseon et sa suite compte 485 personnes. Après que l'ambassade est reçue à la cour shogunale d'Edo, la délégation se déplace au Tōshō-gū de Nikkō.

### 1682
Au cours de la huitième année du règne de Sukjong, une mission diplomatique à la cour shogunale de Tokugawa Tsunayoshi est envoyée par la cour de Joseon. Yun Jiwan (en) est le chef des émissaires et il est accompagné de 473 autres personnes qui se rendent à Edo durant la deuxième année de l'ère Tenna selon le calendrier japonais.

### 1711
Au cours de la trente-septième année du règne de Sukjong, un émissaire est envoyé à la cour shogunale de Tokugawa Ienobu. Cette ambassade arrive Durant la première année de l'ère Shōtoku, selon le calendrier japonais alors en usage. Jo Tae-eok (en) est le chef des envoyés de cette ambassade qui compte jusqu'à 500 délégués.

### 1719
Au cours de la quarante-cinquième année du règne de Sukjong, une ambassade est envoyée au Japon. L'envoyé Joseon et sa suite arrivent au Japon durant le dixième mois de la quatrième année de l'ère Kyōhō telle que définie par le calendrier japonais en usage à cette époque. Le roi Sukjong envoie Hong Ch'ijung (en) accompagné d'une suite de 475 personnes. L'ambassadeur de Joseon est reçu en audience par le shogun Tokugawa Yoshimune.

### 1748

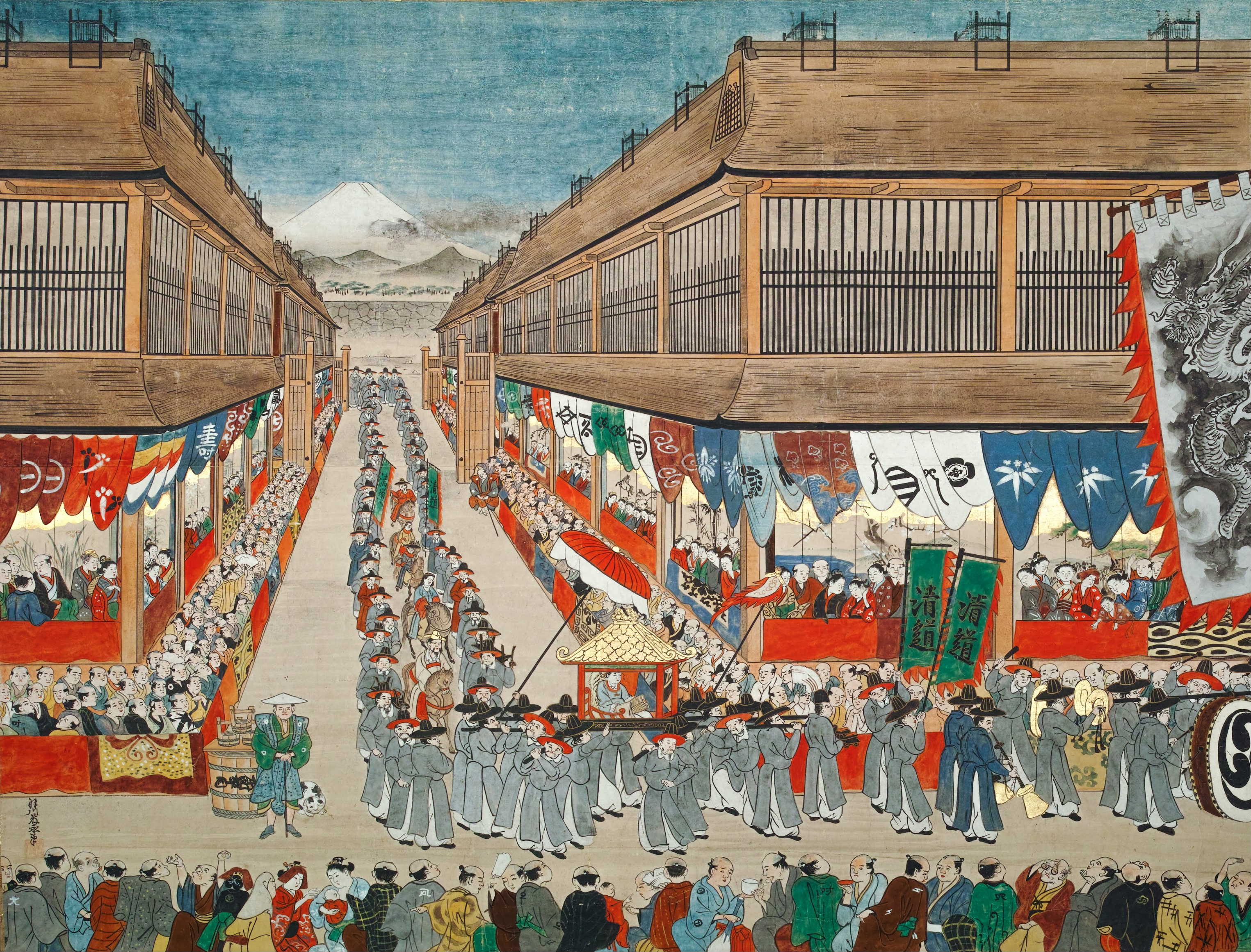
Cette image d'une procession Joseon tongsinsa traversant les rues d'Edo en 1748 est intitulée Chosenjin Ukie par Hanegawa Tōei, c. 1748.

Au cours de la vingt-quatrième année du règne de Yeongjo, la cour de Joseon envoie une mission diplomatique au Japon. L'envoyé Joseon et sa suite arrivent à Edo durant la première année de l'ère Kan'en, selon le calendrier japonais. Hong Kyehǔi (en) est le chef de cette délégation de Joseon et il est accompagné de 475 autres personnes.

### 1764
Au cours de la quantième année du règne de Yeongjo, un émissaire diplomatique est envoyé au Japon. Cette mission auprès de la cour shogunale de Tokugawa Ieharu arrive dans la capitale durant la première année de l'ère Meiwa telle que déterminée par le calendrier japonais. Jo Eom (en), chef des envoyés en 1764 et 477 l'accompagne. Cet ambassadeur est une importante figure historique car il est crédité de l'introduction de la patate douce comme culture vivrière en Corée. Il fait la découverte de ce « nouvel » aliment de base au cours de cette mission diplomatique.

### 1811
Au cours de la onzième année du règne de Sunjo, le roi envoie une mission à la cour shogunal de Tokugawa Ienari. L'ambassade ne va pas plus loin que l'île Tsushima. Les représentants du shogun Ienari rencontrent la mission sur l'île qui se trouve au milieu du détroit de Corée entre la péninsule Coréenne et Kyūshū. Le chef de cette mission est Kim Igyo (en) et sa suite comprend 336 personnes.

## Évolution de la diplomatie Joseon-Japon
Les relations bilatérales Joseon-Japon sont affectées par l'augmentation du nombre de contacts internationaux qui nécessite des adaptations et un nouveau type de diplomatie

### 1876
Le Traité Corée-Japon de 1876 marque le début d'une nouvelle phase dans les relations bilatérales.

## Source de la traduction
- (en) Cet article est partiellement ou en totalité issu de l’article de Wikipédia en anglais intitulé « Joseon missions to Japan » (voir la liste des auteurs).